# Lago Großer Wostevitzer Teich
El lago Großer Wostevitzer Teich (en alemán: Großer Wostevitzer Teich) es un lago situado en el distrito de Pomerania Occidental-Rügen —junto a la costa con el mar Báltico—, en el estado de Mecklemburgo-Pomerania Occidental (Alemania), a una altitud de 0.2 metros; tiene un área de 74.3 hectáreas.